# First Division 1963-1964
La First Division 1963-1964 è stata la 65ª edizione della massima serie del campionato inglese di calcio, disputato tra il 24 agosto 1963 e il 29 aprile 1964 e concluso con la vittoria del Liverpool, al suo sesto titolo.
Capocannoniere del torneo è stato Jimmy Greaves (Tottenham) con 35 reti.

## Stagione

### Novità
Al posto delle retrocesse Manchester City e Leyton Orient sono saliti dalla Second Division lo Stoke City e il Chelsea.
Inoltre, da questa stagione, la Football Association decise di adottare il metodo italiano ed usare la classifica per designare le due rappresentanti inglesi nella Coppa delle Fiere, con tuttavia la notevole variante di accettare un solo club per città.

## Squadre partecipanti
| Club              | Stagione | Città          | Stadio               | Stagione precedente                   |
| ----------------- | -------- | -------------- | -------------------- | ------------------------------------- |
| Arsenal           | dettagli | Londra         | Highbury             | 7º posto in First Division            |
| Aston Villa       | dettagli | Birmingham     | Villa Park           | 15º posto in First Division           |
| Birmingham City   | dettagli | Birmingham     | St Andrew's          | 20º posto in First Division           |
| Blackburn         | dettagli | Blackburn      | Ewood Park           | 11º posto in First Division           |
| Blackpool         | dettagli | Blackpool      | Bloomfield Road      | 13º posto in First Division           |
| Bolton            | dettagli | Bolton         | Burnden Park         | 18º posto in First Division           |
| Burnley           | dettagli | Burnley        | Turf Moor            | 3º posto in First Division            |
| Chelsea           | dettagli | Londra         | Stamford Bridge      | 2º posto in Second Division, promosso |
| Everton           | dettagli | Liverpool      | Goodison Park        | 1º posto in First Division            |
| Fulham            | dettagli | Londra         | Craven Cottage       | 16º posto in First Division           |
| Ipswich Town      | dettagli | Ipswich        | Portman Road         | 17º posto in First Division           |
| Leicester City    | dettagli | Leicester      | Filbert Street       | 4º posto in First Division            |
| Liverpool         | dettagli | Liverpool      | Anfield              | 8º posto in First Division            |
| Manchester Utd    | dettagli | Manchester     | Old Trafford         | 19º posto in First Division           |
| Nottingham Forest | dettagli | Nottingham     | City Ground          | 9º posto in First Division            |
| Sheffield Utd     | dettagli | Sheffield      | Bramall Lane         | 10º posto in First Division           |
| Sheffield Weds    | dettagli | Sheffield      | Hillsborough Stadium | 6º posto in First Division            |
| Stoke City        | dettagli | Stoke-on-Trent | Victoria Ground      | 1º posto in Second Division, promosso |
| Tottenham         | dettagli | Londra         | White Hart Lane      | 2º posto in First Division            |
| West Bromwich     | dettagli | West Bromwich  | The Hawthorns        | 14º posto in First Division           |
| West Ham Utd      | dettagli | Londra         | Boleyn Ground        | 12º posto in First Division           |
| Wolverhampton     | dettagli | Wolverhampton  | Molineux Stadium     | 5º posto in First Division            |

## Classifica finale
|       | Pos. | Squadra           | Pt | G  | V  | N  | P  | GF | GS  | MG    |
| ----- | ---- | ----------------- | -- | -- | -- | -- | -- | -- | --- | ----- |
|       | 1.   | Liverpool         | 57 | 42 | 26 | 5  | 11 | 92 | 45  | 2.044 |
|       | 2.   | Manchester Utd    | 53 | 42 | 23 | 7  | 12 | 90 | 62  | 1.452 |
|       | 3.   | Everton           | 52 | 42 | 21 | 10 | 11 | 84 | 64  | 1.313 |
|       | 4.   | Tottenham         | 51 | 42 | 22 | 7  | 13 | 97 | 81  | 1.198 |
|       | 5.   | Chelsea           | 50 | 42 | 20 | 10 | 12 | 72 | 56  | 1.286 |
|       | 6.   | Sheffield Weds    | 49 | 42 | 19 | 11 | 12 | 84 | 67  | 1.254 |
|       | 7.   | Blackburn         | 46 | 42 | 18 | 10 | 14 | 89 | 65  | 1.369 |
|       | 8.   | Arsenal           | 45 | 42 | 17 | 11 | 14 | 90 | 82  | 1.098 |
|       | 9.   | Burnley           | 44 | 42 | 17 | 10 | 15 | 71 | 64  | 1.109 |
|       | 10.  | West Bromwich     | 43 | 42 | 16 | 11 | 15 | 70 | 61  | 1.148 |
|       | 11.  | Leicester City    | 43 | 42 | 16 | 11 | 15 | 61 | 58  | 1.052 |
|       | 12.  | Sheffield Utd     | 43 | 42 | 16 | 11 | 15 | 61 | 64  | 0.953 |
|       | 13.  | Nottingham Forest | 41 | 42 | 16 | 9  | 17 | 64 | 68  | 0.941 |
| [ 2 ] | 14.  | West Ham Utd      | 40 | 42 | 14 | 12 | 16 | 69 | 74  | 0.932 |
|       | 15.  | Fulham            | 39 | 42 | 13 | 13 | 16 | 58 | 65  | 0.892 |
|       | 16.  | Wolverhampton     | 39 | 42 | 12 | 15 | 15 | 70 | 80  | 0.875 |
|       | 17.  | Stoke City        | 38 | 42 | 14 | 10 | 18 | 77 | 78  | 0.987 |
|       | 18.  | Blackpool         | 35 | 42 | 13 | 9  | 20 | 52 | 73  | 0.712 |
|       | 19.  | Aston Villa       | 34 | 42 | 11 | 12 | 19 | 62 | 71  | 0.873 |
|       | 20.  | Birmingham City   | 29 | 42 | 11 | 7  | 24 | 54 | 92  | 0.587 |
|       | 21.  | Bolton            | 28 | 42 | 10 | 8  | 24 | 48 | 80  | 0.600 |
|       | 22.  | Ipswich Town      | 25 | 42 | 9  | 7  | 26 | 56 | 121 | 0.463 |

Legenda:
      Campione d'Inghilterra e qualificata in Coppa dei Campioni 1964-1965.
      Ammessa in Coppa delle Coppe 1964-1965.
      Ammesse in Coppa delle Fiere 1964-1965.
      Retrocesse in Second Division 1964-1965.
Regolamento:
Due punti a vittoria, uno a pareggio, zero a sconfitta.
A parità di punti le squadre venivano classificate secondo il quoziente reti.

## Statistiche

### Squadre

#### Capoliste solitarie
Fonte:
|    | —— | —— | ——             | ——             | ——             | ——             | —— | ——        | ——        | ——        | ——        | ——        | ——        | ——  | ——  | ——  | ——        | ——        | ——        | ——        | ——        | ——        | ——        | ——        | ——        | ——        | ——        | ——        | ——        | ——        | ——        | ——        | ——  | ——      | ——      | ——      | ——        | ——        | ——        | ——        | ——        | —— |  |
|    |    |    | Manchester Utd | Manchester Utd | Manchester Utd | Manchester Utd |    | Tottenham | Tottenham | Tottenham | Tottenham | Tottenham | Tottenham |     | Tot | ShU | Tottenham | Tottenham | Tottenham | Tottenham | Tottenham | Tottenham | Tottenham | Tottenham | Tottenham | Tottenham | Tottenham | Tottenham | Tottenham | Tottenham | Tottenham | Tottenham |     | Everton | Everton | Everton | Liverpool | Liverpool | Liverpool | Liverpool | Liverpool |    |  |
|    |    |    |                |                |                |                |    |           |           |           |           |           |           |     |     |     |           |           |           |           |           |           |           |           |           |           |           |           |           |           |           |           |     |         |         |         |           |           |           |           |           |    |  |
|    |    |    |                |                |                |                |    |           |           |           |           |           |           |     |     |     |           |           |           |           |           |           |           |           |           |           |           |           |           |           |           |           |     |         |         |         |           |           |           |           |           |    |  |
| 1ª | 2ª | 3ª | 4ª             | 5ª             | 6ª             | 7ª             | 8ª | 9ª        | 10ª       | 11ª       | 12ª       | 13ª       | 14ª       | 15ª | 16ª | 17ª | 18ª       | 19ª       | 20ª       | 21ª       | 22ª       | 23ª       | 24ª       | 25ª       | 26ª       | 27ª       | 28ª       | 29ª       | 30ª       | 31ª       | 32ª       | 33ª       | 34ª | 35ª     | 36ª     | 37ª     | 38ª       | 39ª       | 40ª       | 41ª       | 42ª       |    |  |

### Individuali

#### Classifica marcatori
Fonte:
| Gol | Rigori |  | Giocatore      | Squadra                              |
| --- | ------ |  | -------------- | ------------------------------------ |
| 35  | 5      |  | Jimmy Greaves  | Tottenham                            |
| 32  |        |  | Andy McEvoy    | Blackburn                            |
| 32  |        |  | Fred Pickering | Blackburn, Everton                   |
| 31  | 1      |  | Roger Hunt     | Liverpool                            |
| 30  | 1      |  | Denis Law      | Manchester Utd                       |
| 28  |        |  | Ray Crawford   | Ipswich Town (2), Wolverhampton (26) |
| 26  |        |  | Joe Baker      | Arsenal                              |
| 26  |        |  | Geoff Strong   | Arsenal                              |
| 24  | 2      |  | Johnny Byrne   | West Ham Utd                         |
| 23  | 2      |  | David Layne    | Sheffield Weds                       |
| 21  |        |  | Ian St. John   | Liverpool                            |
| 20  |        |  | David Herd     | Manchester Utd                       |
| 18  |        |  | John Ritchie   | Stoke City                           |
| 18  | 2      |  | Roy Vernon     | Everton                              |
| 17  |        |  | Clive Clark    | West Bromwich                        |
| 17  |        |  | Bobby Tambling | Chelsea                              |